# Ludwig Vesely
Ludwig Vesely, surnommé Vickerl Vesely, né le 5 juillet 1919 à Vienne et exécuté par pendaison le 30 décembre 1944 au camp de concentration d’Auschwitz, est un communiste autrichien, engagé dans la résistance contre le nazisme et membre de l’organisation de résistance du camp d’Auschwitz.

## Biographie
Mécanicien de précision, Ludwig Vesely s'inscrit aux Rote Falken, puis à la Jeunesse communiste d'Autriche en été 1934. 
Le 15 novembre 1938, il est arrêté par la Gestapo et envoyé au camp de concentration de Dachau avant même qu'une plainte ne soit déposée. Condamné le 28 août 1941 par le tribunal de Vienne à deux ans et six mois de prison pour activités communistes, il est incarcéré dans une cellule du tribunal de Vienne, puis dans le centre pénitentiaire de Stein et dans le centre de détention de la police de Vienne. Il est finalement déporté à Auschwitz le 2 juin 1942 (no d’immatriculation 38169).
À Auschwitz, Ludwig Vesely se joint au réseau de résistance autrichien constitué en 1942 dans le camp principal, aux côtés d’Ernst Burger, Hermann Langbein, Rudolf Friemel, Alfred Klahr et Ludwig Soswinski. En mai 1943, le groupe de résistance autrichien et un groupe de résistance de la gauche polonaise fusionnent pour former le Groupe de combat d'Auschwitz (Kampfgruppe Auschwitz). 
En octobre 1944, il apporte son aide pour préparer l'évasion de plusieurs membres du Groupe de combat. Mais l'évasion échoue et, accusé de « complicité de fuite », Ludwig Vesely est enfermé au cachot dans le sinistre Block 11 et torturé. Le 30 décembre 1944, il est pendu, en même temps que ses camarades Ernst Burger, Rudolf Friemel, Piotr Patry et Bernard Świerczyna, sur la place d’appel du camp devant les 15 000 déportés rassemblés. 
Face à ses bourreaux, Ludwig Vesely a proféré ces dernières paroles : « Heute wir, morgen ihr ! » (Aujourd'hui c'est nous, demain ce sera vous !).

## Hommage

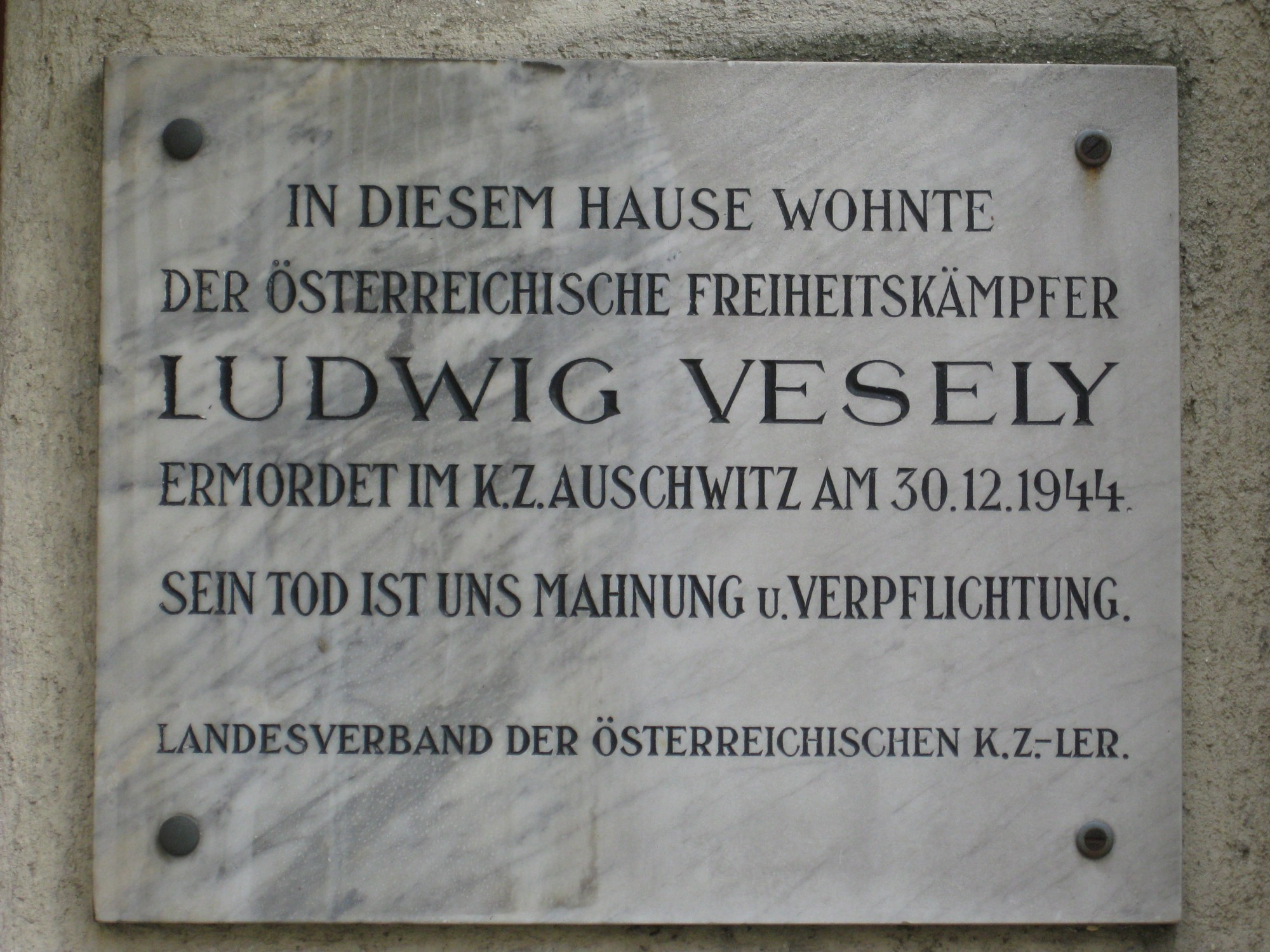
Plaque commémorative à Vienne

Une plaque à la mémoire de Ludwig Vesely est apposée 9 Grasbergergasse, Vienne (3e arrondissement), son lieu de résidence.